# Chinleïta-(Nd)
La chinleïta-(Nd) és un mineral de la classe dels sulfats. Rep el nom per ser l'anàleg de neodimi (Nd) de la chinleïta-(Y). El nom de l'arrel el rep de la Formació Chinle, una formació geològica continental del Triàsic superior al sud-oest dels Estats Units.

## Característiques
La chinleïta-(Nd) és un sulfat de fórmula química NaNd(SO₄)₂·H₂O. Va ser aprovada com a espècie vàlida per l'Associació Mineralògica Internacional l'any 2022 i publicada en el mes de juliol de 2023. Cristal·litza en el sistema trigonal.
Les mostres que van servir per a determinar l'espècie, el que es coneix com a material tipus, es troben conservades a les col·leccions mineralògiques del Museu d'Història Natural del Comtat de Los Angeles, a Los Angeles (Califòrnia) amb els números de catàleg: 76253 i 76254.

## Formació i jaciments
Va ser descoberta a la mina Markey, situada al districte miner de Red Canyon, dins el comtat de San Juan (Utah, Estats Units). També ha estat descrita a l'adjacent mina Blue Lizard, dins el mateix districte miner, sent juntament amb la localitat tipus els únics indrets a tot el planeta on ha estat descrita aquesta espècie mineral.